# Erik Bjørkum
Erik Bjørkum, född den 26 februari 1965 i Sandefjord, är en norsk seglare.
Han tog OS-silver i Flying Dutchman i samband med de olympiska seglingstävlingarna 1988 i Seoul.